# I Finally Understand
«I Finally Understand» — песня английской певицы и автора песен Charli XCX, выпущенная 7 мая 2020 года в качестве третьего сингла из её четвёртого студийного альбома How I’m Feeling Now (2020). Как и для всех предыдущих синглов с альбома, для песни были выпущены три официальные обложки. Впервые песня была анонсирована в Твиттере Charli XCX 2 мая 2020 года.

## Композиция
«I Finally Understand» — песня в стиле гэридж, электропоп и евродэнс, описанная как «ода своему парню». Песню описывают как «движимую грувом» и имеющую «более прямолинейный поп-формат, чем „forever“ или „claws“, но с не менее разнообразной звуковой палитрой».
В тексте песни она также рассказывает о своих проблемах с психическим здоровьем: «Мой терапевт сказал, что я очень сильно себя ненавижу».

## Отзывы
Кэлли Алгрим и Кортни Ларокка написали рецензии для Insider. Алгрим написала, что песня «супер запоминающаяся, более чистая и минималистичная, чем большая часть альбома, и очень сильная лирически», а Ларкокка нашла, что «устойчивый ритм трека на протяжении всего времени [напомнил ей] песню Граймс „Oblivion“», а также «[понравилось], как совершенно сверхдраматично Шарли рассказывает о поиске такой сильной любви». Анна Гака из Pitchfork считает, что песня «посвящена искренней, непосредственной романтике и удовольствию». Stereogum включил песню в список 5 лучших песен недели 8 мая 2020 года, похвалив ее за то, что она не является «песней о любви в стереотипном, классическом смысле», а некоторые тексты сочли «сексуальными, как все черти», увидели «сырую уязвимость в работе», заключив, что трек «на каком-то уровне является танцевальной поп-песней, а танцевальные поп-песни почти никогда не бывают настолько реальными, как эта». Джозайя Хьюз из Exclaim! назвал трек «отличной мелодией из бесконечного каталога ее хитов», так как «похоже, неудержимое поп-царство Charli XCX продолжается». Майк Васс из Idolator назвал песню «еще одним безупречным бэнгером», так как «гимн затрагивает сердечные вопросы», кроме того, это «еще одна звездная поп-песня, которая выигрывает от того, что немного грубовата по краям». Вскоре Васс включил трек в тридцатку лучших поп-песен второго квартала 2020 года. Джосайя Скаллеруп, написавший для журнала Riff Magazine, назвал песню «одной из самых пронзительных мелодий, созданных на основе барабанно-басовой петли», поскольку «песня отражает мириады чувств, которые, вероятно, возникают у многих из нас — неуверенность, депрессию и тревогу — а также тот потенциал, который мы все имеем, чтобы прорваться через эти чувства и исцелиться, обратившись к личному размышлению и росту» во время карантина.

## Персонал
По данным с сайта Tidal.
- Charli XCX — ведущий и бэк-вокал, автор песен, запись
- Бенджамин Китинг — продюсирование, вокал, автор песен, бэк-вокал, синтезатор, бас, ударные
- A. G. Cook — дополнительное производство, вокал, программирование ударных, синтезатор, бас, барабаны
- Стюарт Хоукс — мастеринг
- Джефф Свон — микширование